# Kenshi
Kenshi — рольова відеогра, розроблена та випущена інді-студією Lo-Fi Games для Microsoft Windows. Гра належить до так званих «пісочниць», які дають гравцям повну свободу дій, не обмежуючи конкретними завданнями. Розробкою Kenshi в основному керувала одна людина, Кріс Гант, протягом дванадцяти років. 6 грудня 2018 року відеогра була повноцінно випущена, перебуваючи до цього у ранньому доступі з 2013 року.
Дія Kenshi відбувається в постапокаліптичному світі та дає можливість гравцям вибрати персонажа із різними характеристиками та в різних стартових умовах. Гра отримала в основному позитивні відгуки критиків, зважаючи на її глибину, ігровий процес у стилі MMO та складність.

## Ігровий процес
Kenshi — це рольова відеогра відкритого світу з елементами стратегії в реальному часі, яка не має лінійного сюжету. На початку пропонується створити свого персонажа, його стартовий сценарій та налаштувати параметри світу, такі як кількість ворогів, чи зможе персонаж померти від голоду тощо. Персонаж розпочинає гру без навичок, з обраним залежно від складності інвентарем, і повинен розвивати специфічні для його раси вміння та навички. Характеристики персонажа включають рівень життя, силу, спритність і відчуття. Вони розвиваються, як і вміння та навички, в міру обраного заняття. Так, якщо персонаж носить важкі предмети, він розвиває силу, багато подорожуючи, стає витривалішим, часто б'ючись, стає вправнішим у бою. Для Kenshi характерна специфічна система пошкоджень, яка суттєво впливає на ігровий процес. Кожна частина тіла має свій запас здоров'я, і її поранення впливають на доступні можливості. Персонажі можуть втрачати кінцівки після поранень гострою зброєю, і замінювати їх потім протезами. Щоб поповнити запас здоров'я, протагоністу потрібно скористатися аптечками (якщо він жива істота) або ремонтними комплектами (якщо він робот). Сильно пошкоджені кінцівки спершу лікуються накладанням шин. Додатково, роботи поступово зношуються і кожен ремонт відновлює менше здоров'я. Живим персонажам потрібно їсти, їжу можна знайти серед природи, купити, вкрасти або приготувати з наявних складників.
Гравець може набрати в команду персонажів з численних фракцій та видів, а згодом може побудувати поселення, яке належить захищати від бандитів і ворожих сусідів. Для цього належить шукати ресурси та майструвати спорядження. Полюючи, грабуючи або продаючи змайстровані речі, протагоніст заробляє гроші. Вони витрачаються не лише на придбання корисних предметів, а також на отримання інформації від місцевих знавців.
У Kenshi є багато локацій, що не належать гравцям, а їхні розміри варіюються від малих, на кшталт будинку, до великих, як-от місто. Якщо персонаж гравця опиняється на ворожій локації, його можуть убити, або забрати в рабство, звідки він потім може втекти. Ставлення до нього різниться в різних місцевостях. Так, в одних можуть одразу вбивати роботів, а в інших вважають другосортними людей, що мають протези. На старті гри протагоніст не належить до жодної фракції (належить до «безіменних»), але потім може приєднатися до якоїсь, і перебувати в ній, якщо виконує вимоги. Наприклад, деякі фракції вимагають регулярно сплачувати їм податки. Членство у фракціях також відкриває нові можливості. Виступивши до деяких із них, персонаж отримує змогу вбивати ворожих лідерів або порушувати закони, заплативши викуп.
В грі є унікальна система світових держав, яка реагує на смерть знатних осіб. Кожна з цих реакцій спричиняє появу нових місць на мапі, які так само можуть бути захоплені іншими фракціями. Кожна зона в Kenshi унікальна по-своєму, оскільки має специфічні типи ґрунтів, різні види ресурсів та пори року. Ці фактори відіграють велику роль, коли гравці будують форпости. Погода постійно змінюється, що також впливає на ігровий процес. Наприклад, кислотний дощ поступово вбиває персонажа-людину, а пилова буря зменшує точність атак.

## Світ гри
Події відбуваються на планеті Кенші, що перебуває в синхронному обертанні зі своїм великим природним супутником. У давнину на планеті існували цивілізації, що володіли розвиненими технологіями, такими як робототехніка та генна інженерія. Вони утворили Першу імперію, що воювала з невідомими ворогом за допомогою велетенських роботів Бегемотів (англ. Behemoth). Злякавшись могутності своїх творінь, стародавні жителі Кенші зібрали Бегемотів у кар'єрі, де залили їх металом. Після цього настала епоха катаклізмів, у яких Перша імперія загинула. Через віки роботи, відомі як «скелети» під командуванням Кет-Лона створили Другу імперію, щоб відродити цивілізацію. Навколишні люди доти скотилися у варварство і Друга імперія гнобила їх. Людей очолив пророк Фенікс, який заснував теократичну Священну Націю. Друга імперія занепала, роботи пішли в Попільні землі, а на людських землях постали Об'єднані міста. Невідомо звідки на Кенші з'явилися гуманоїди Вулика з колективним розумом і броньовані войовничі гуманоїди шеки.

## Розроблення
Kenshi розроблялася програмістом відеоігор Крісом Гантом у 2006—2008 роках. Щоб звести кінці з кінцями протягом перших кількох років розвитку гри, за сумісництвом Гант працював в охороні. Після п'яти років роботи охоронцем він звільнився, щоб цілком присвятити себе удосконаленню і розвитку гри. Автор працював над проєктом самотужки до 2013 року, коли йому вдалося найняти невелику команду. Гант описав світ гри як «меч-панк» і, за його розповідями, до створення цієї гри його надихнули легенди про мандрівних ронінів та тих, хто вижив у пустелі. У своїй загальній мантрі проєктування гри автор заявив, що вважає себе ворогом гравця. Гральна площа гри становить 870 квадратних кілометрів (340 квадратних миль) і цього більш ніж достатньо для розміщення небезпечних і складних районів із захованими винагородами, пошуками яких займаються гравці. Хант хотів, щоб різні ділянки карти мали різне оформлення та належали до різноманітних фракцій, які б робили їх неповторними. Джерелами натхнення слугували X-COM: Apocalypse і The Elder Scrolls IV: Oblivion.
З 2013 року відеогра перебувала у дочасному доступі, допоки не була повноцінно випущена 6 грудня 2018-го.

## Оцінки й відгуки
| Агрегатор  | Оцінка |
| ---------- | ------ |
| Metacritic | 75/100 |

| Видання        | Оцінка |
| -------------- | ------ |
| PC Gamer (США) | 84/100 |

Kenshi загалом отримала позитивні відгуки згідно з даними Metacritic, зібравши середню оцінку 75/100.
Журнал «PC Gamer» похвалив відеогру за гігантські розміри та масштаби, але зазначив, що гра може стати «гріндовою» та що інтерфейс гри «робиться громіздким у міру зростання чисельності вашої групи». Rock, Paper, Shotgun відзначив глибину гри, порівнявши Kenshi з Dwarf Fortress.

## Продовження
У березні 2019 року було анонсовано розроблення Kenshi 2. Як стало відомо, події нової частини розгортатимуться за тисячу років до подій, описаних у Kenshi, а відеогра буде побудована з допомогою ігрового рушія «Unreal Engine».